# 오우치역
오우치역(일본어: 大内駅)은 일본 에히메현 우와지마시에 위치한 시코쿠 여객철도 요도 선의 철도역이다. 역 번호는 G42이며, 단선 승강장 1면 1선의 구조를 갖춘 지상역이다.

## 역 주변
- 후타나 소학교
- 후타나 우체국

## 역사
- 1914년 10월 18일 : 우와지마 철도의 오치역으로서 개업.
- 1933년 8월 1일 : 우와지마 철도가 국유화. 역명의 표기를 '오치'에서 오우치로 변경.
- 1987년 4월 1일 : 일본국유철도 분할 민영화에 의해, 시코쿠 여객철도가 승계.

## 인접 역
| 시코쿠 여객철도 요도 선 | 시코쿠 여객철도 요도 선 | 시코쿠 여객철도 요도 선       |
| ----------------------- | ----------------------- | ----------------------------- |
| G 41 후카타 와카이 방면 | 요도 선                 | 후타나 G 43 기타우와지마 방면 |